# Дальние пещеры

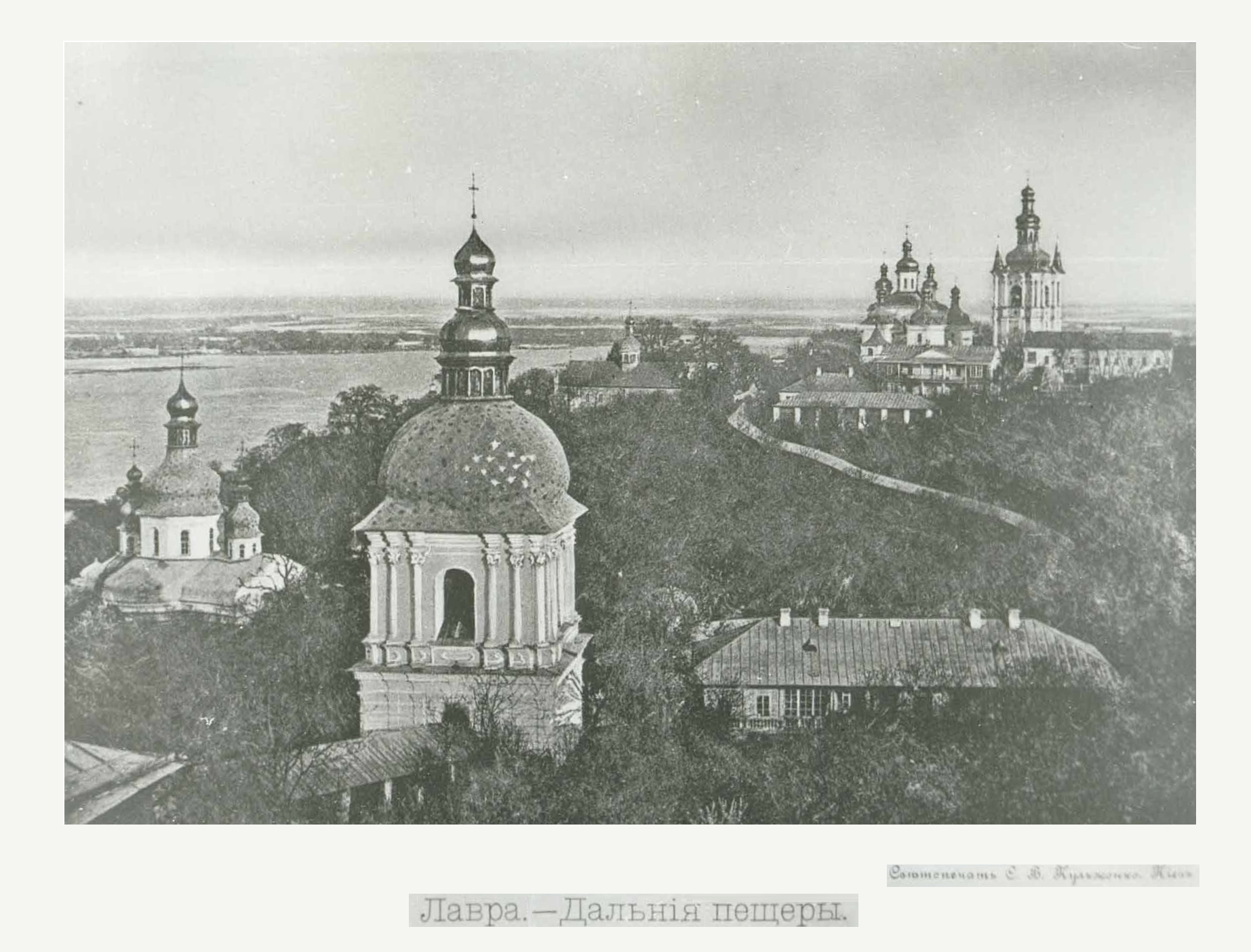
Дальние пещеры. Вид сверху

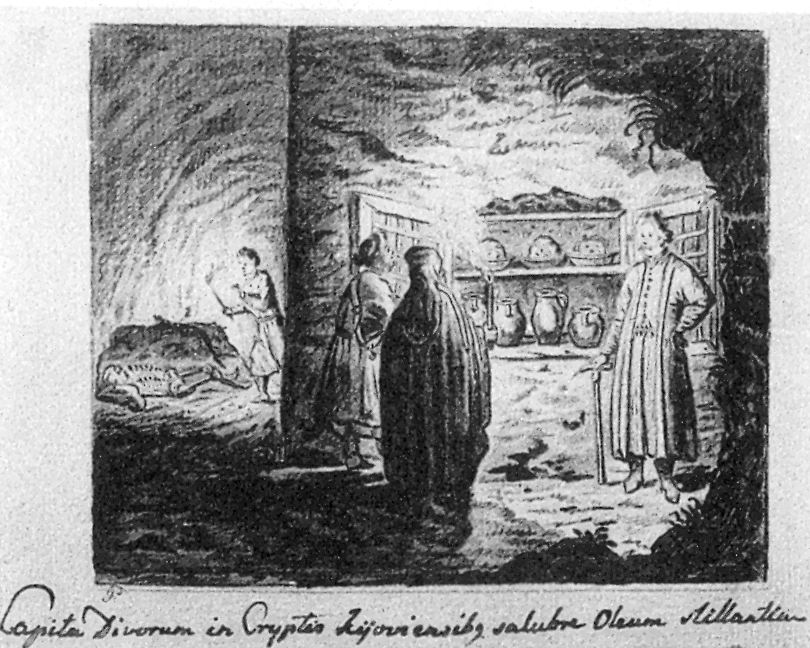
Мироточивые главы
(А. ван Вестерфельд, 1651)

Да́льние (Феодо́сиевы) пеще́ры — комплекс подземных пещер Киево-Печерского монастыря. В Дальних пещерах покоятся мощи 49 канонизированных святых. Ныне общая длина подземных коридоров составляет 293 м, варяжских — 200 м.
Один из основателей Киево-Печерского монастыря Феодосий Печерский был похоронен в 1074 году в своей келье в Дальних пещерах, которые по имени этого святого также называют Феодосиевыми. Мощи Феодосия были найдены в 1091 году и торжественно перенесены в Успенский собор Киево-Печерской лавры. В 1240 году, когда войска хана Батыя захватили Киев, мощи во избежание осквернения были спрятаны. Место захоронения держалось в тайне и со временем забылось. Существует мнение, что они погребены либо под спудом Успенского собора, либо в Дальних пещерах.
Дальние пещеры были основаны как полностью отдельный комплекс. Изучение их истории осложняется тем, что в них не проводились планомерные археологические исследования.
По мнению исследователей, самой древней следует считать Варяжскую пещеру, поскольку именно с ней связывается возникновение самой обители. В настоящее время паломников в эту пещеру не пускают из-за часто происходящих там обвалов.
Во время раскопок 1988 года была открыта келья преподобного Феодосия, выкопанная им в 1058 году. Своды этого помещения — в идеальном состоянии. Около кельи преподобного расположено самое большое сооружение пещер — Феодосийская церковь.
В данное время в Дальних пещерах находятся три подземные церкви: Рождества Христового, преподобного Феодосия и Благовещения Пресвятой Богородицы. Последняя является самой древней подземной церковью Дальних пещер и всей Киево-Печерской Лавры.
Напротив церкви Рождества Христового находится ниша, где в стеклянных и металлических сосудах хранятся святые мироточивые главы.
Первоначально подземные церкви были намного меньше по размеру и значительно скромнее оформлены. В первой половине XVII столетия подземные церкви Дальних пещер были расширены до современных размеров. Тогда их планы приобрели асимметричную форму. Пол этих церквей вымощен в 1826 году прямоугольными чугунными плитами, и некоторые из них покрыты несложным орнаментом.
Первые меры по реконструкции пещер предпринимались ещё во времена Петра Могилы.
В честь святых, погребённых в Дальних пещерах, установлено празднование Собор преподобных отцов Киево-Печерских Дальних пещер. Кроме святых, известных по именам, в составе Собора совершается память тридцати безымянных святых, чьи главы почитаются как мироточивые и хранятся в Дальних пещерах.